# Parz (Toponym)
Parz ist ein im Österreichischen verbreitetes altes Wort für steiniger Hügel, das in Ortsnamen überliefert ist.

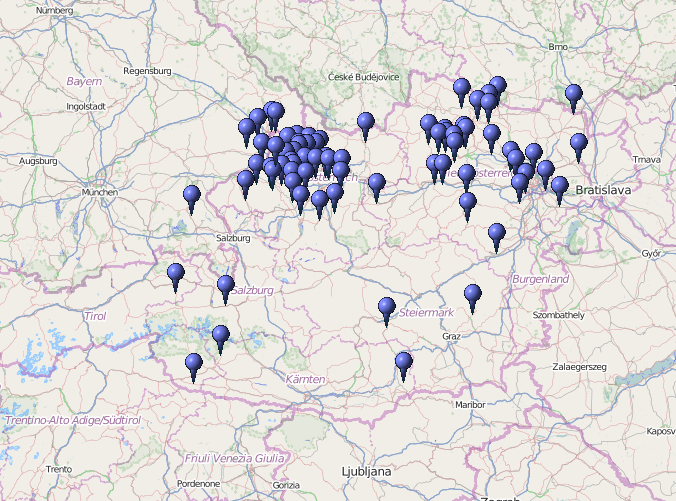
Verbreitung der gesicherten heutigen und historischen Toponymika und Siedlungsnamen auf „Parz“ (Auswahl Stand 2014, 80 Einträge)

## Wortherkunft
Porz[e] (m.) ist ein wohl eigenständiges ostmittelbairisches Wort. Es dürfte im Kern „Steinhaufen“ bedeuten.
Es beschreibt mittelhochdeutsches als Landform einen „kleinen, steinigen, mager bewachsenen Hügel“.
Spezielle lokale Deutungen sind etwa:
- „kleine Erhöhung, Wulst im Gelände“,[4]
- Hügel, „auf dem Erika oder Heidelbeeren wachsen“,[5]
- „eine auf einem Hügel gelegene Weidefläche“[6]
- oder „mit Gestrüpp bewachsene Bodenerhebung“[7]

Dabei kann die Bedeutung – auch in anderen Gegenden – bis hin zu „junges Nadelholz“; „junge oder kleine Bäume“ im Allgemeinen, „Reisig“ oder „verkrüppeltes Holz“ gehen, jeweils diversem vergleichsweise wertlosen Nieder- und Kleinholz.
Mittelhochdeutsch barz findet sich als Name für die Tamariske (auch birz) oder Kaperngewächse, also sparriges Gesträuch.
Zum anderen findet sich die Bedeutungsvariante „kleine Bodenerhöhung, auf der der Heuschober (Heuhaufen auf der Mähwiese) vor dem Wasser gesichert wird“.
Die Herkunft solcher Hügel könnte natürlich sein. Eine gewisse Verbreitung im Alpenvorland, wo geogene Gebilde dieser Art fehlen, oder an der March, macht auch eine Bezeichnung für Lesesteinschüttungen möglich, in denen die ausgeackerten und -erodierten Feldsteine gesammelt wurden, wie sie noch heute im Granit- und Gneishochland (Mühl-, Waldviertel) zu finden sind. Der Bewuchs wäre dann sekundär.
Es gibt die Möglichkeit einer Herleitung zum ebenfalls bairischen Ausdruck Porz(en) „rundlich Vorstehendes“, wie es sowohl für Geländeformen, aber auch bei Bäumen und am Menschen verwendet wird.
Die Hypothese wird durch etliche alte Belege vom 12. bis 14. Jahrhundert etwa als Borzze, Porzze, Portz, Porcz gestützt.
Beide Ausdrücke stünden dann zu mittelhochdeutsch barzen „ragen, strotzen, starren, hervordrängen“.
Neben den Forment auf „a“ und dem wohl älteren „o“ kämen auch Varianten Purz[en], Pürzel in Frage, und vielleicht Nähe zu Bürzel „Steiß“
Eine andere Herleitung könnte zu slawisch po „an“ und rěke „Fluss“ zurückzuführen sein.
Das erklärt weder alle Kompositaformen schlüssig noch das Vorkommen insbesondere im westlichen, bairischen Kernraum am Inn. Aber schon ab dem östlichen Innviertel kann zumindest eine Stützung vorliegen, was wegen der dort vielfältig belegten anderen slawischen Wurzeln, die auf eine durchaus friedliche Übernahme mit Weiterbestehen der Vorbesiedelung schließen lassen, plausibel erscheint, und gegen den Osten und Süden hin immer stärker gewirkt haben könnte.
Lateinische Wurzeln hingegen (etwa zu porta „Pforte“, portus „Hafen“ oder zu Parzelle) erscheinen kaum wahrscheinlich, oder allenfalls in Einzelfällen stützend denkbar.
Jedenfalls dürfte der Ausdruck noch in der mittleren bis späteren Neuzeit lebend gewesen sein (Wolfpaizing „wo der Wolf peinigt“ des 16. Jh. wird in den Landesaufnahmen des späten 17. und 18. Jahrhunderts umgedeutet zu Wolparzing „wohlfeiler Hügel“).
Südwestlich – im Salzburgischen und Umgebung – und südlich – Salzburg bis in die Steiermark – schließen, weitgehend ohne Überlappung, die Verbreitungsgebiete Palfen (wohl romanisch tradiertes Vorrömisches) respektive Ofen (germanisch oder älter) an, in der breiteren Bedeutung ‚Felsformation, -wand‘ bis ‚Höhle‘.

## Varianten und Verbreitung
Der Name findet sich, grob von Nordwest nach Südost aufgezählt.
Auffallend ist, dass im ostbayerisch-oberösterreichischen Raum primär Siedlungsnamen, im niederösterreichischen Raum viele Flurnamen erhalten sind.

### Bayern
- Parzing, Ortsteil von Traunreut, Oberbayern (mit -ing[25])
- Parzham, Ortsteil von Bad Griesbach im Rottal, Niederbayern (mit -ham „Heim“[25])
- Parzham, Ortsteil von Fürstenzell, Niederbayern (mit -ham „Heim“[25])
- Partz/Portz, historische Stätte in Passau (beim Kloster Niedernburg; 1296 Portz)[26]

### Oberösterreich
- Parzer, Gehöft bei Hübing, Gem. Reichersberg, Innviertel (zu einem abgeleiteten Personennamen) (P)
- Parz, Gehöft bei Hinding, Gem. Freinberg, Innviertel
- Parz, Weiler bei Munderfing, Innviertel – mit Parzer Tal
- Parz, Gehöft in Lindau (Hnr. 9), Gem. Zell am Moos am Irrsee, Salzkammergut – mit Parzquelle[27]
- Mühparz, Gehöft bei Plaika (Gessenschwandt 25), Gem. Oberwang, Salzkammergut (Name um 1830)[28]
- Parz, Gehöft bei Aspach, Innviertel
- Parz, Ort bei Schildorn, Innviertel (13. Jh. Portz)[29]
- Parz (Bauer in Parz), Gehöft bei Schmieding (Hnr. 3), Gem. Pramet[30]
- Wolparzing, Gehöft bei Hatting, Gem. St. Marienkirchen am Hausruck, Oberösterreich (nachweislich sekundär: 16. Jh. Wolfpaizing „Ort, wo der Wolf zubeißt“ zu peinigen, volksetymologisch umgedeutet zu wohl „angenehm“ und Parz)[7]
- Parz, Weiler bei Lambrechten, Innviertel (1360 Portz)[31]
- Grillparzergut, Gehöft bei Gotthalm (Oberau 5), Gem. Enzenkirchen (wohl zu „Grillenhügel“;[32] ? 1370 Grillenpoercz)[33]
- Obernparz, Weiler bei Dorf an der Pram, Innviertel
- Parz, Dorf bei Rottenbach, Hausruckviertel
- Parzleithen, Weiler bei Kallham, Hausruckviertel (mit Leite „Hang“; ? 1298 Porzleiten)[34]
- Parz bei Gattern, Streusiedlung in Peuerbach, Hausruckviertel
- Parz am Öhlstampf, Rotte bei Steegen, Hausruckviertel
- Schmiedparz, Streusiedlung bei Natternbach, Hausruckviertel (unklarer Zusammenhang)
- Grillparz und Steinparz, zwei Rotten bei Waizenkirchen, Hausruckviertel (ersteres wohl: „Grillenhügel“[32])[35]
- Parz, Streusiedlung bei St. Agatha, Hausruckviertel (? um 1250 Portze)[36]
- Knieparz ob der Leithen, Streusiedlung bei Stroheim, Hausruckviertel[36] (Leite „Hang“[37])
- Knieparz unter der Leithen, Streusiedlung bei Hartkirchen, Hausruckviertel[36] (Passlage; Leite ‚Hang‘;[37] 1371)[38]
- Partz, historische Ortslage bei / in(?) Altenhof am Hausruck, Gem. Gaspoltshofen, Hausruckviertel (1361)[39]
- Portz, historisches(?) Gehöft bei / in(?) Trattnach, Gem. Weibern, Hausruckviertel (1368)[40]
- Parz, Zerstreute Häuser bei Grieskirchen, Hausruckviertel – um Schloss Parz und mit Ortslage Parzerberg (um 1340)[41]
- Mühlparz, Weiler bei Rutzenham, Hausruckviertel (unklarer Zusammenhang)
- Parzham, Weiler bei Pennewang, Hausruckviertel (mit -ham „Heim“[25])[42]
- Parzham, Rotte bei Wallern an der Trattnach, Hausruckviertel (mit -ham ‚Heim‘;[25] ? um 1222 porz)[43][42][35]
- Partz, historischer(?) Wald bei Mistelbach bei Wels, Gem. Buchkirchen (1343)[44]
- Grillparz, Weiler bei Holzhausen, Traunviertel (wohl: „Grillenhügel“[32], um 1155 Grilporten)[45]
- Pörtz, historisches(?) Gehöft bei / in(?) Traun (1460)[46]
- Parz, Weiler bei Ohlsdorf, Hausruckviertel
- Grillenparz, Berg (842 m) bei Oberschlierbach, Traunviertel (wohl: „Grillenberg“[32])
- Parzergut, Gehöft bei Auern, Gem. Nußbach, Traunviertel (zu einem Personennamen) (P)
- Steinparz, Gehöft bei Neuhofen an der Krems, Traunviertel (1084 Stainporz)[47]
- Parzer, Gehöft bei Galgenau, Gem. Kefermarkt, Mühlviertel (? 1372 Portz)[48][35]

unlokalisiert:
- Borzze (um 1150);[49]
- Porce (1287);[50]
- Parz (1302);[35]
- Grillportz[32] (1303, im Mühlviertel);[51]
- Grillpörtz[32] (1315)[52]

### Tirol
- Parzen, Gehöft bei Jochberg, Achental – mit Parzenalm[53]
- Porze, Gipfel der Karnischen Alpen, bei Obertilliach, Osttirol/San Nicolò di Comelico, Italien – mit Porzescharte und Porzehütte[4]

### Salzburg
- Parzenbichel, Flur in Kleinsonnberg, Gem. Taxenbach, Pinzgau – Gehöfte Vorder- und Hinterparzenbichl;[54] mit vermutlich zugehöriger Parzingalm (zu Bichel „Hügel“)[53]

### Niederösterreich mit Wien
- Grillenparcz, historisches Gut bei St. Peter in der Au, Mostviertel (wohl „Grillenhügel“,[32] 1350)[55]
- Portz, Flur bei Zelking, Gem. Zelking-Matzleinsdorf. Mostviertel (1349, Name historisch)[56]
- Steinparz, Dorf bei Schollach, Mostviertel – mit Kirche Maria Steinparz (? 13. Jh. Staînporz)[57]
- Steinparz, Flur bei Schenkenbrunn, Gem. Bergern im Dunkelsteinerwald, Mostviertel (? 13. Jh. Staînporz,[57] Name historisch)[58]
- Hasenpörz, abgekommene Ortslage bei Heubach, Gem. Sallingberg, Waldviertel (wohl zu Hase, 1280)[59]
- Grillenportze,  bei Kottes, Waldviertel (wohl „Grillenhügel“,[32] 1302)[60]
- Steinparz, Flur bei Els, Gem. Albrechtsberg an der großen Krems, Waldviertel
- Hochparzfeld, Flur bei Großheinrichschlag, Gem. Weinzierl am Walde, Waldviertel
- Nägelparz, Flur bei Weißenkirchen in der Wachau, Waldviertel (Zusammenhang unklar)
- Parcz, Flur bei Lengenfeld, Waldviertel (1354 Pörcz, 1438 Parcz, Name historisch)[61]
- Arlhartzpartz und Circhportz, Fluren bei Stratzing, Waldviertel (zum Namen Adelhart resp. Kirche, 1324, Name historisch)[62]
- Partz, Flur bei Wilhelmsburg, Mostviertel (Name historisch)[63]
- Steinparztal, Nebengraben der Unrechttraisen bei Hohenberg, Mostviertel
- Grillparz, Hügel (304 m) bei Wilfersdorf, Gem. Tulbing, am Wienerwald, Mostviertel (wohl: „Grillenhügel“[32])
- Parzgraben, Tälchen bei Gablitz im Wienerwald, Mostviertel
- Mühlparz, Hügel (396 m) bei Gaaden im Wienerwald, Industrieviertel (1376 Mühlpertz)[64]
- Viechpartz, Flur bei Perchtoldsdorf, Industrieviertel (1352, Name historisch)[65]
- Poparz, Flur am Nussberg bei Wien-Nussdorf (1282, Name historisch)[66]
- In der Parz, Flur bei Neustift im Felde, Gem. Kirchberg am Wagram, Weinviertel – hier befanden sich wohl zwei abgekommene Orte Oberparz und Unterparz (ca. 1110 Porz, 1288 Porzze, urk. bis 1564)[21]
- Steinparz, Flur bei Irnfritz Bahnhof, Gem. Irnfritz-Messern, Weinviertel
- Obersteinparz, Untersteinparz, zwei Hügel (434 m resp. 409 m) bei Stockern, Gem. Meiseldorf, Weinviertel
- Adlerparz und Steinpartz, zwei Fluren bei Grafenberg, Gem. Straning-Grafenberg, Weinviertel (1669, Namen historisch)[67]
- Haselparz, Weinlage[68] bei Pulkau, Waldviertel (zu Hasel, 1220 Haselportze, 1363 Haselpòrcz)[69]
- Steinparz, Weinlage[70] bei Retz, Weinviertel
- Parz, Flur bei Katzelsdorf, Gem. Bernhardsthal, Weinviertel
- Niederparz, Dornparz, Sandparz, Heuparz, Kohlhüttenparz, Weichselparz, Fluren bei Zwerndorf, Gem. Weiden an der March, Weinviertel (Sand- und Heuparz heute auch Siedlungen; Namen sic zu Bewuchs/Nutzung)
- Grillenpartz, abgekommene Ortslage und Burg Parz bei Schwechat, Industrieviertel (wohl „Grillenhügel“,[32] 1293, 1575 Parzpüchl; vielleicht Flur Grillenpart bei Pellendorf oder Grüllenbügl bei Guntramsdorf, zu Bühel)[71]
- Parz, abgekommener Ort bei Trautmannsdorf an der Leitha, Industrieviertel (vor 1144 Porz, mit Burg, archäologisches Denkmal)[72]
- Grillenporce, Flur bei Gloggnitz, Industrieviertel (wohl „Grillenhügel“,[32] um 1140, Name historisch)[73]

unlokalisiert:
- Pinizporz (um 1150, bei St. Pölten?, vielleicht zu ahd. pinuz „Binse“);[74]

### Steiermark
- Porzbauer, Gehöft bei Eppenstein, Obersteiermark (P)
- Parz, Ort Streusiedlung bei Peesen, Gemeinde Thannhausen, Oststeiermark[75]

### Kärnten
- Porzer, Gehöft bei Rettenbach im Mölltal, Gem. Mörtschach, Oberkärnten (P)
- Parz, Gehöft bei Gundisch, Gem. St. Georgen im Lavanttal, Unterkärnten – mit Parzgraben oberhalb[53]

## Abgeleitete Personennamen, nicht Zugehöriges
- Abgeleitete Personennamen sind etwa Porzer und Parzer (‚einer aus Parz‘),[76] Partz;[3] historisch belegt sind aus dem Mittelalter etwa Parcer,[77] Porcer,[77] Parcner,[77] Parczner,[77] Porcznner,[77] Portsner,[77] Portzner,[77] Porcener.[77]

  - (P) Hofnamen auf diese Personen könnten auch sekundär übertragen sein.
  - Bekannt ist der Personenname besonders durch den Dichter Franz Grillparzer, dessen Vorfahren über Bergheim im Mühlviertel wohl aus einem der Orte Grillparz stammten.[32]
- Unsicher erscheinen:
  - Porz am Rhein, ehem. Amt im Herzogtum Berg, später Stadt, 1975 eingemeindet nach Köln, Nordrhein-Westfalen (lateinischer Herkunft?)
  - Parzerkreuz, Flurkreuz bei Gföhler, Gem. Wienerwald, Niederösterreich
  - Parzach (bei Bad Bleiberg, Kärnten; mit -ach „Bach“)
- Nicht zum Wortfeld gehören
  - Perzendorf an der Schmida (1083 Porzindorf) und Parschenbrunn (abgekommene Burg bei Unterparschenbrunn, 1188 Porssenprunnen),[78] beide wohl zu einem slawischen Personennamen Borso[79]
  - die Parzinn, Tirol